# Dermatopsis hoesei
Dermatopsis hoesei is een straalvinnige vissensoort uit de familie van naaldvissen (Bythitidae). De wetenschappelijke naam van de soort is voor het eerst geldig gepubliceerd in 2006 door Møller & Schwarzhans.
De soort leeft in riffen voor de kust van Australië, ten zuiden van het Groot Barrièrerif. De soort leeft in subtropische wateren op diepten tot 4 meter.
De soort bereikt een lengte van 4,8 cm.